# Кузнецовский сельский округ (Павлово-Посадский район)
Кузнецовский сельский округ — упразднённая административно-территориальная единица, существовавшая на территории Павлово-Посадского района Московской области в 1994—2006 годах.
Кузнецовский сельсовет был образован в первые годы советской власти. По данным 1919 года он входил в состав Буньковской волости Богородского уезда Московской губернии.
В 1923 году к Кузнецовскому с/с был присоединён Тарасовский с/с.
21 апреля 1924 года в связи с упразднением Буньковской волости Кузнецовский с/с был передан в Павлово-Посадскую волость.
В 1926 году Кузнецовский с/с включал деревни Кузнецы и Тарасово.
В 1929 году Кузнецовский сельсовет вошёл в состав Павлово-Посадского района Орехово-Зуевского округа Московской области. При этом к нему был присоединён Носырёвский с/с.
13 ноября 1931 года к Кузнецовскому с/с был присоединён Борисовский с/с.
14 июня 1954 года к Кузнецовскому с/с был присоединён Андроновский с/с.
3 июня 1959 года Павлово-Посадский район был упразднён и Кузнецовский с/с вошёл в Ногинский район.
31 июля 1962 года Кузнецовский с/с был упразднён. При этом селения Борисово, Грибанино, Заозерье, Кузнецы, Михалёво, Носырёво, Тарасово и посёлок Северного лесничества были переданы в Буньковский с/с, селения Андроново и Востриково в черту рабочего посёлка Большие Дворы, а селение Гаврино — в административное подчинение р.п. Большие Дворы.
22 января 1965 года Кузнецовский с/с был восстановлен в составе Павлово-Посадского района. Он был создан путём объединения Алексеевского с/с Павлово-Посадского района и селений Борисово, Грибанино, Заозерье, Кузнецы, Михалёво, Носырёво, Тарасово и посёлка Северного лесничества, переданных из Буньковского с/с Ногинского района.
15 апреля 1992 года из административного подчинения р.п. Большие Дворы в Кузнецовский с/с было передано селение Гаврино.
3 февраля 1994 года Кузнецовский с/с был преобразован в Кузнецовский сельский округ.
В ходе муниципальной реформы 2004—2005 годов Кузнецовский сельский округ прекратил своё существование как муниципальная единица. При этом все его населённые пункты были переданы в сельское поселение Кузнецовское.
29 ноября 2006 года Кузнецовский сельский округ исключён из учётных данных административно-территориальных и территориальных единиц Московской области.